# Kazimierz (Białoruś)

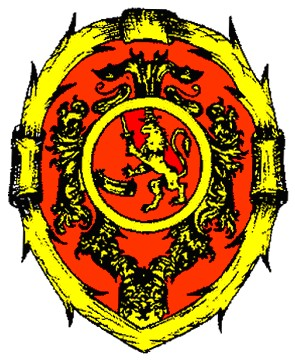
Herb m. Kazimierz, 1643.

Kazimierz (biał. Казімір) – dawne miasto w starostwie bobrujskim Wielkiego Księstwa Litewskiego, istniejące przez 12 lat (1643–1655). 
Miejscowość zbudowano od podstaw na podstawie przywileju królowej Cecylii Renaty w 1643 roku na prawym, wysokim brzegu Berezyny przy trakcie z Bobrujska do Gorwalu. Nowo budowana miejscowość od początku swego istnienia cieszyła się prawami miejskimi, a jej nazwa miała upamiętniać królewskiego syna Zygmunta Kazimierza Wazę. 
Miasto przetrwało kilkanaście lat, zniszczyły je w czasie wojny polsko-rosyjskiej 1654-1667 wojska Iwana Zołotarenki. Zniszczonego miasta nigdy potem nie odbudowywano, a na jego miejscu wyrosła wieś Karalieuskaja Słoboda, obecnie Karalieuskaja Słoboda-2 (rejon świetłohorski). 
Pierwsze wykopaliska potwierdzające istnienie miasta wykonała w 2006 roku ekipa archeologiczna profesora Siarhieja Rassadzina. 